# Perpetuum mobile
Perpetuum mobile se imenuje hipotetičen stroj, ki se giblje neskončno dolgo, ne da bi mu dovajali energijo (perpetuum mobile tretje vrste). Stroj, ki bi poleg tega opravljal še kako koristno delo, je t. i. perpetuum mobile druge vrste, stroj, ki bi opravljal kako koristno delo, večje od dovedene energije, pa je t. i. perpetuum mobile prve vrste.
Perpetuum mobile prve vrste ni možen zato, ker mu nasprotuje zakon o ohranitvi energije.
Perpetuum mobile druge vrste nasprotuje drugemu zakonu termodinamike.
Perpetuum mobile tretje vrste pa, tudi če bi ga odkrili, ne bi naredil na ljudi prevelikega vtisa, saj ne bi delal nič koristnega, bi pa bil znanstvena senzacija.
Po teorijah zarote naj bi bil perpetuum mobile prve vrste odkrit že pred časom, vendar ga zaradi energetskih družb in vladajoče elite človeštvu zaradi različnih razlogov ne dajo v uporabo.

## Galerija
Različne ideje.
- »Neuravnoteženo kolo«: kovinske kroglice se na vrhu prevesijo in zaradi večjega navora na desni strani zavrtijo kolo.
- Stroj se vrti zato, ker škatle z membrano zgoraj vleče živo srebro v škatli navzdol, ko pa se škatla spodaj obrne, začne nanjo delovati več vzgona, ker se membrana raztegne in prostornina poveča.
- Kapilarna posoda: kapilarni tlak, ki vleče vodo navzgor, povzroči, da voda na vrhu kaplja nazaj v posodo.